# Campionati europei giovanili di nuoto 2023
I XLIX Campionati europei giovanili di nuoto si sono svolti dal 4 al 9 luglio 2023 a Belgrado, in Serbia.

## Medagliere
| Posizione | Paese                | Oro | Argento | Bronzo | Totale |
| --------- | -------------------- | --- | ------- | ------ | ------ |
| 1         | Italia               | 9   | 8       | 4      | 21     |
| 2         | Ungheria             | 9   | 2       | 2      | 13     |
| 3         | Danimarca            | 5   | 3       | 1      | 9      |
| 4         | Turchia              | 3   | 1       | 3      | 7      |
| 5         | Bosnia ed Erzegovina | 3   | 0       | 0      | 3      |
| 5         | Bulgaria             | 3   | 0       | 0      | 3      |
| 7         | Ucraina              | 2   | 2       | 1      | 5      |
| 8         | Estonia              | 2   | 1       | 0      | 3      |
| 9         | Rep. Ceca            | 2   | 0       | 0      | 2      |
| 10        | Francia              | 1   | 5       | 6      | 12     |
| 11        | Gran Bretagna        | 1   | 5       | 5      | 11     |
| 12        | Paesi Bassi          | 1   | 2       | 0      | 3      |
| 13        | Lituania             | 1   | 0       | 1      | 2      |
| 14        | Romania              | 0   | 4       | 2      | 6      |
| 15        | Germania             | 0   | 3       | 7      | 10     |
| 16        | Svezia               | 0   | 3       | 2      | 5      |
| 17        | Polonia              | 0   | 2       | 0      | 2      |
| 18        | Serbia               | 0   | 1       | 1      | 2      |
| 19        | Austria              | 0   | 1       | 0      | 1      |
| 20        | Belgio               | 0   | 0       | 1      | 1      |
| 20        | Grecia               | 0   | 0       | 1      | 1      |
| 20        | Spagna               | 0   | 0       | 1      | 1      |
| 20        | Finlandia            | 0   | 0       | 1      | 1      |
| 20        | Irlanda              | 0   | 0       | 1      | 1      |
| 20        | Slovacchia           | 0   | 0       | 1      | 1      |
| Totale    | Totale               | 42  | 43      | 41     | 126    |

## Podi

### Uomini
| Evento               | Oro | Tempo    | Argento | Tempo    | Bronzo | Tempo    |
| -------------------- | --- | -------- | --- | -------- | --- | -------- |
| Stile libero         | |          | |          | |          |
| 50 m                 | Lorenzo Ballarati | 22"56    | Szymon Misiak | 22"75    | Davide Passafaro | 22"81    |
| 100 m                | Boldizsár Magda | 49"52    | Davide Passafaro | 49"63    | Rafael Fente Damers | 49"72    |
| 200 m                | Petar Mitsin | 1'46"50  | Alessandro Ragaini | 1'47"76  | Jarno Baeschnitt | 1'49"10  |
| 400 m                | Petar Mitsin | 3'44"31  | Alessandro Ragaini | 3'48"42  | Vlad-Stefan Stancu | 3'50"21  |
| 800 m                | Petar Mitsin | 7'47"45  | Vlad-Stefan Stancu | 7'49"68  | Kuzey Tunçelli | 7'52"39  |
| 1500 m               | Kuzey Tunçelli | 14'58"89 | Vlad-Stefan Stancu | 15'00"51 | Emir Batur Albayrak | 15'00"57 |
| Dorso                | |          | |          | |          |
| 50 m                 | Miroslav Knedla | 24"88    | Oleksandr Zheltyakov | 25"10    | Matthew Ward | 25"16    |
| 100 m                | Oleksandr Zheltyakov | 54"18    | Christian Bacico | 54"36    | Matthew Ward | 54"61    |
| 200 m                | Oleksandr Zheltyakov | 1'55"79  | Merlin Ficher | 1'57"15  | Apostolos Siskos | 1'58"37  |
| Rana                 | |          | |          | |          |
| 50 m                 | Jonas Gaur | 27"57    | Uros Zivanovic | 28"08    | Emilian Hollank | 28"14    |
| 100 m                | Jonas Gaur | 1'01"78  | Steijn Louter | 1'01"94  | Uros Zivanovic | 1'02"09  |
| 200 m                | Steijn Louter | 2'14"11  | Collin van der Hoff | 2'15"39  | Emilian Hollank | 2'15"98  |
| Delfino              | |          | |          | |          |
| 50 m                 | Casper Puggaard | 23"67    | Ethan Dumesnil | 23"90    | Ivan Harbarchuk | 24"19    |
| 100 m                | Casper Puggaard | 52"67    | Lukas Edl | 53"37    | Ethan Dumesnil | 53"68    |
| 200 m                | Andrea Camozzi | 1'58"59  | Vlad-Stefan Mihalache | 1'58"84  | Samuel Kostal | 1'59"30  |
| Misti                | |          | |          | |          |
| 200 m                | Miroslav Knedla | 2'00"26  | Christian Mantegazza | 2'01"10  | Matthew Ward | 2'01"17  |
| 400 m                | Emanuele Potenza | 4'21"90  | Oleksii Hrabarov | 4'22"94  | Domenico De Gregorio | 4'23"67  |
| Staffette            | |          | |          | |          |
| 4x100 m stile libero | Italia Carlos D'Ambrosio (49"84) Lorenzo Ballarati (49"82) Gianluca Messina (49"32) Davide Passafaro (48"89) Mirko Chiaversoli                                                        | 3'17"87  | Francia Rafael Fente Damers (50"08) Alexander Chalendar (49"35) Come Jaegle (50"06) Corentin Pouillart (49"90) Falemana Lopez | 3'19"39  | Lituania Kristupas Trepocka (50"83) Kiril Stepanov (50"40) Tajus Juska (49"78) Rokas Jazdauskas (49"52)                                  | 3'20"53  |
| 4x200 m stile libero | Italia Alessandro Ragaini (1'48"41) Carlos D'Ambrosio (1'49"22) Federico Mao (1'51"15) Filippo Bertoni (1'48"64) Jacopo Barbotti                                                      | 7'17"42  | Francia Come Jaegle (1'50"38) Alexander Chalendar (1'50"30) Corentin Pouillart (1'48"26) Rafael Fente Damers (1'49"29)        | 7'18"23  | Turchia Tuncer Berk Ertürk (1'50"41) Ahmet Burak Işık (1'50"00) Tolga Temiz (1'50"36) Emir Batur Albayrak (1'50"61) Muhammed Yusuf Ozden | 7'21"38  |
| 4x100 m misti        | Italia Christian Bacico (55"35) Christian Mantegazza (1'02"52) Daniele Momoni (53"42) Lorenzo Ballarati (48"51) Daniele Del Signore Tommaso Grandini Andrea Camozzi Carlos D'Ambrosio | 3'39"80  | Danimarca Mads Møller (56"30) Jonas Gaur (1'01"98) Casper Puggaard (51"70) Nicholas Castella (49"86)                          | 3'39"84  | Francia Merlin Ficher (55"49) Henri Bonnault (1'02"80) Ethan Dumesnil (53"97) Rafael Fente Damers (49"90) Lubin Viano Corentin Pouillart | 3'42"16  |

### Donne
| Evento               | Oro | Tempo    | Argento | Tempo    | Bronzo | Tempo          |
| -------------------- | --- | -------- | --- | -------- | --- | -------------- |
| Stile libero         | |          | |          | |                |
| 50 m                 | Sara Curtis | 25"14    | Nina Sandrine Jazy | 25"38    | Skye Carter | 25"41          |
| 100 m                | Smilte Plytnykaitė | 55"31    | Sara Curtis | 55"35    | Dóra Molnár | 55"56          |
| 200 m                | Nikolett Pádár | 1'57"59  | Lilla Minna Ábrahám | 1'59"29  | Fleur Verdonck | 1'59"30        |
| 400 m                | Nikolett Pádár | 4'08"06  | Merve Tuncel | 4'10"44  | Maya Werner | 4'12"32        |
| 800 m                | Merve Tuncel | 8'35"10  | Marian Plöger | 8'36"55  | Julia Ackermann | 8'36"85        |
| 1500 m               | Merve Tuncel | 16'18"53 | Amelie Blocksidge | 16'20"19 | Marian Plöger | 16'23"69       |
| Dorso                | |          | |          | |                |
| 50 m                 | Lora Fanni Komoróczy | 28"08    | Blythe Kinsman | 28"41    | Daria-Mariuca Silisteanu | 28"46          |
| 100 m                | Lora Fanni Komoróczy | 1'01"10  | Daria-Mariuca Silisteanu | 1'01"24  | Giada Gorlier | 1'01"36        |
| 200 m                | Dóra Molnár | 2'11"06  | Holly McGill | 2'12"52  | Estella Tonrath Nollgen | 2'12"65        |
| Rana                 | |          | |          | |                |
| 50 m                 | Eneli Jefimova | 30"33    | Karolina Piechowicz | 31"18    | Olivia Klint Ipsa | 31"23          |
| 100 m                | Eneli Jefimova | 1'06"81  | Olivia Klint Ipsa | 1'07"26  | Justine Delmas | 1'08"57        |
| 200 m                | Justine Delmas | 2'25"62  | Eneli Jefimova Olivia Klint Ipsa | 2'26"20  | Non attribuita | Non attribuita |
| Delfino              | |          | |          | |                |
| 50 m                 | Lana Pudar | 26"10    | Martine Damborg | 26"40    | Anna Maria Börstler | 26"55          |
| 100 m                | Lana Pudar | 56"95    | Martine Damborg | 58"35    | Emmy Hallkvist | 59"50          |
| 200 m                | Lana Pudar | 2'06"26  | Alina Baievych | 2'10"78  | Glenda Abonyi-Toth | 2'11"61        |
| Misti                | |          | |          | |                |
| 200 m                | Leah Schlosshan | 2'12"41  | Phoebe Cooper | 2'13"28  | Ellie McCartney | 2'14"31        |
| 400 m                | Vivien Jackl | 4'40"66  | Lisa Nystrand | 4'45"06  | Louna Kasvio | 4'46"82        |
| Staffette            | |          | |          | |                |
| 4x100 m stile libero | Italia Sara Curtis (55"35) Marina Cacciapuoti (55"01) Cristiana Stevanato (54"83) Matilde Biagiotti (55"41) Caterina Santambrogio                                      | 3'40"60  | Ungheria Lilla Minna Ábrahám (56"29) Lilli Gyurinovics (55"64) Nikolett Pádár (54"62) Dóra Molnár (54"84) Laura Veres                                         | 3'41"39  | Gran Bretagna Eva Okaro (55"88) Skye Carter (55"70) Erin Little (55"83) Phoebe Cooper (55"96) Laurie Devine                                 | 3'43"37        |
| 4x200 m stile libero | Ungheria Nikolett Pádár (1'58"95) Lilli Gyurinovics (2'00"91) Dóra Molnár (2'00"90) Lilla Minna Ábrahám (1'59"49) Laura Veres                                          | 8'00"25  | Italia Matilde Biagiotti (2'00"63) Emma Vittoria Giannelli (2'01"42) Giulia Zambelli (2'01"90) Giulia Vetrano (1'59"27) Chiara Sama Anna Porcari Aurora Zanin | 8'03"22  | Francia Valentine Leclercq (2'01"16) Maeline Bessard (2'02"12) Albane Cachot (2'01"72) Giulia Rossi-Bene (2'00"62) Manon Burgy Emmy Preiter | 8'05"62        |
| 4x100 m misti        | Italia Giada Gorlier (1'01"80) Irene Mati (1'08"78) Paola Borrelli (58"87) Sara Curtis (54"81) Caterina Santambrogio Lucia Principi Giulia Zambelli Marina Cacciapuoti | 4'04"26  | Francia Manon Domingeon (1'03"42) Justine Delmas (1'07"53) Tabatha Avetand (59"38) Albane Cachot (55"30) Dounia Chaar Lucie Delmas Giulia Rossi-Bene          | 4'05"63  | Danimarca Kristine Nilsson Norby (1'02"35) Ida Skov Kragh (1'09"81) Martine Damborg (58"65) Schastine Tabor (55"32) Laurie Devine           | 4'06"13        |

### Gare miste
| Evento               | Oro | Tempo   | Argento | Tempo   | Bronzo | Tempo   |
| -------------------- | --- | ------- | --- | ------- | --- | ------- |
| Staffette            | |         | |         | |         |
| 4x100 m stile libero | Ungheria Boldizsár Magda (49"85) Mátyás Harsányi (50"45) Dóra Molnár (54"93) Nikolett Pádár (54"52) Noel Kis Koppány Zéta Kakuk Lilli Gyurinovics | 3'29"75 | Italia Gianluca Messina (50"17) Davide Passafaro (49"53) Sara Curtis (55"66) Cristiana Stevanato (55"30) Mirko Chiaversoli Lorenzo Ballarati Caterina Santambrogio Marina Cacciapuoti | 3'30"66 | Francia Rafael Fente Damers (50"22) Alexander Chalendar (49"38) Albane Cachot (55"75) Giulia Rossi-Bene (55"50) Come Jaegle Manon Burgy                       | 3'30"85 |
| 4x100 m misti        | Danimarca Kristine Nilsson Norby (1'02"59) Jonas Gaur (1'01"11) Casper Puggaard (54"93) Martine Damborg (54"79) Schastine Tabor                   | 3'50"04 | Gran Bretagna Matthew Ward (55"03) Oscar Bilbao (1'02"90) Phoebe Cooper (1'00"59) Skye Carter (55"22) Adam Graham Jessica Lawton                                                      | 3'53"74 | Italia Giada Gorlier (1'01"99) Christian Mantegazza (1'02"56) Daniele Momoni (53"66) Matilde Biagiotti (55"60) Irene Mati Carlos D'Ambrosio Mirko Chiaversoli | 3'53"81 |